# Castelo de Ademuz

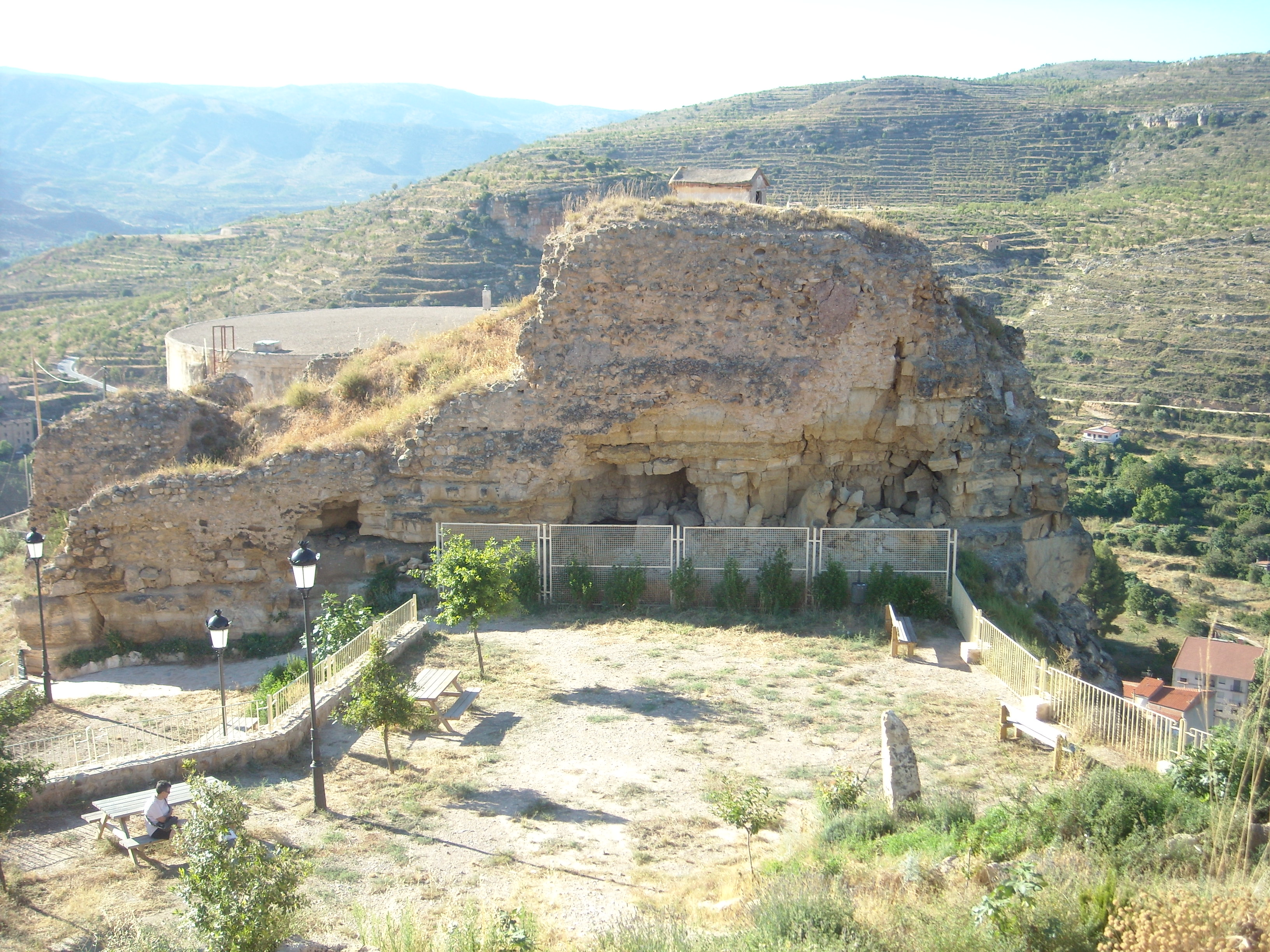
Castelo de Ademuz. Vista parcial

O castelo de Ademuz situa-se no município de Ademuz, na Comunidade Valenciana, Espanha.
Este castelo foi erigido no cume do monte dos Zafranes, em cuja ladeira se situa a povoação. Desconhecem-se as suas origens, se bem que foram encontrados vestígios de época romana  nas suas cercanias. Atualmente encontra-se num estado de ruína. Desde 1929 goza de proteção legal.

## História
Ademuz não começou a ter importância até a dominação muçulmana, sendo refortificado neste período. Pedro II de Aragão conquistou Ademuz em 1210. Mais tarde passou novamente às mãos muçulmanas, até ser reconquistado por Jaime I já definitivamente em 1259. Em 1319 a Ordem de Montesa estabeleceu uma Encomienda na comarca. Em 1656 um forte terramoto afetou o castelo. Finalmente, durante as Guerras Carlistas do Século XIX serviu de base para as tropas de D. Carlos, pelo qual se livrou ali uma batalha em 1837 que enfrentou ao Serrador contra o exército.
As origens do castelo de Ademuz remontam à época muçulmana, cujas fontes documentais já dão testemunho da existência da fortificação de Al-Dāmūs, dentro da rede defensiva que discorria pelo rio Túria, no Shark-al-Andalus ou oriente peninsular. A sua vantajosa situação, aproveitando um corte vertical do terreno à parte de meio-dia do cerro dos Zafranares, em cujas faldras se assenta a vila, o fazia inexpugnável por esse lado e constituiu um grande obstáculo para a sua conquista em 1210 por Pedro II de Aragão, com a decisiva ajuda dos cavaleiros da ordem do Hospital e, especialmente, da ordem do Templo.
Com a conquista cristã do século XIII, os Templários receberam algumas rendas e privilégios na vila de Ademuz, que mais tarde (em princípios do século XIV) passariam à nova ordem de Montesa, que instituiu uma encomenda em Ademuz. Os novos povoadores decidiram erigir a primeira igreja paroquial no lugar mais seguro: ao amparo dos muros do castelo. Essa primitiva igreja paroquial esteve sob a avocação de S. Pedro. A antiga igreja paroquial seria destruída no terramoto de junho de 1656, quando já estava em funcionamento a atual igreja arciprestal de são Pedro e são Pablo, consagrada em 1644 na Praça do Rabal, muito mais acessível. No fim desse século e começos do seguinte foi construída a ermida de santa Bárbara, cujos muros ruinosos ainda podem ser observados hoje dentro do perímetro do castelo.
Durante toda a Idade Média a fortificação de Ademuz, com a sua igreja paroquial dentro, jogou um papel de destaque defensivo, ao constituir-se como uma vila e castelo de fronteira, agora com o reino de Castela. Foi por isso que os monarcas aragoneses se preocuparam de mantê-la em condições operativas ante eventuais ataques. De fato, junto à vizinha fortificação de Castielfabib, resistiu heroicamente as invasões das tropas castelhanas de Pedro I de Castela durante a chamada Guerra dos Dois Pedros (1356-1369). Destruída e reconstruída em várias ocasiões ao longo da história, especialmente durante as guerras carlistas do século XIX, ainda podem ser distinguidos alguns fragmentos de muros e alicerces. A recente habilitação do lugar como zona recreativa, converteu o castelo de Ademuz num dos melhores miradouros da comarca do Rincón de Ademuz.
Além do castelo, a vila de Ademuz contou com uma muralha que abraçava a população e, ao menos, quatro portas, das quais unicamente subsiste atualmente o Portal de São Vicente.